# Leake County
Leake County is een county in de Amerikaanse staat Mississippi.
De county heeft een landoppervlakte van 1.509 km² en telt 20.940 inwoners (volkstelling 2000). De hoofdplaats is Carthage.

## Bevolkingsontwikkeling

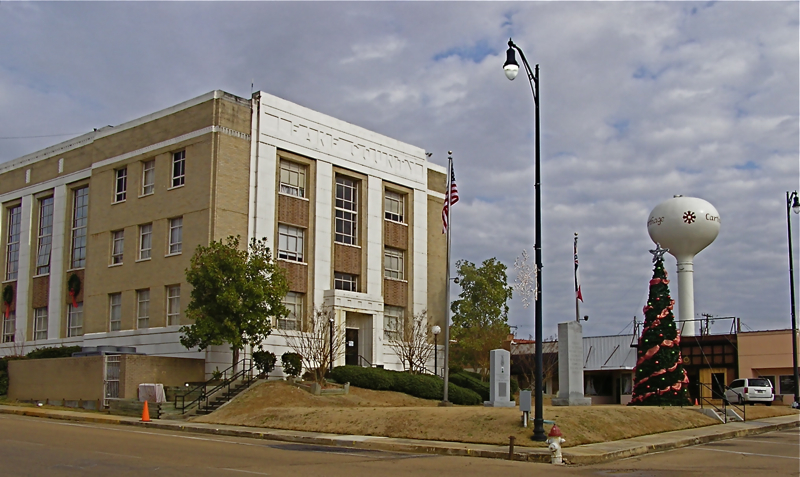
Leake County Courthouse